# ホルヘ・サンヒネス
ホルヘ・サンヒネス・アラマヨ（Jorge Sanjinés Aramayo、1936年7月31日 - ）は、ボリビアの映画監督、脚本家である。ホルヘ・サンヒネス自身は白人層の出身だが、先住民族を多く起用し、ボリビアのアイデンティティを表現した映画作品の制作活動をライフワークとしている。

## 来歴
1936年7月31日、ラパスに生まれる。1950年代にチリで哲学と映像制作を学ぶ。1962年、最初の映像作品である短編映画『革命』を制作する。
1966年、ボリビア初の長篇映画で、かつアイマラ語を使用した『ウカマウ(アイマラ語原題：Ukamau)』を制作した。以後、自身の率いる映画制作チームを、ウカマウ集団(西: Fundación Grupo Ukamau)と呼ぶ。その後、ボリビア映画協会を追放される。1969年に長編『コンドルの血』を制作。これは先進国が低開発国援助の名目の元に行っていた貧しい農村の女性に対する不妊手術を告発した作品である。
1971年、『人民の勇気』を制作する。同年、ウゴ・バンセル・スアレスの軍事クーデターによりチリへ亡命。しかし、1973年9月、アウグスト・ピノチェトによる軍事クーデターが発生し、再亡命を余儀なくされる。1974年にペルーで『第一の敵(ケチュア語原題：Jatun Auk'a)』を撮影。1975年に、ペルーでの軍事クーデターでエクアドルに移った。1976年、エクアドルで『ここから出ていけ！(原題：¡Fuera de aqui!)』を制作した。また、この亡命期に『死の道』を制作しているが、西ドイツの現像所で消失している。
1975年、太田昌国は旅行中のエクアドルで偶然に『コンドルの血』を見た。亡命中のホルヘ・サンヒネスは、エクアドルに滞在中であった。太田とサンヒネスはこの時に知遇を得て、太田が日本でウカマウ映像集団の作品を上映する約束をした。また太田は、サンヒネスから『第一の敵』のフィルムを預かり日本に帰国した。これが、長年にわたって太田がウカマウ映像集団を支援することにつながった。
1978年、ボリビア政府は全政治犯の恩赦を発表、サンヒネスなどウカマウ集団もボリビアに帰国する。しかし、その後もボリビアの政情は安定せず、1980年にルイス・ガルシア・メサによる軍事クーデターでサンヒネスなどウカマウ集団は再度ボリビアを脱出した。
1982年に民政移管を果たしたボリビアに帰国した。翌1993年に、『ただひとつの拳のごとく』を制作。1989年に『地下の民』、1995年に『鳥の歌』を撮影した。
2000年、『鳥の歌』の日本公開に合わせて、サンヒネスが来日。このとき、映画美学校で講義も行った。

## 受賞
- 1969年 : ヴェネツィア国際映画祭 金舵賞(Golden Rudder)

『コンドルの血』
- 1969年 : ジョルジュ・サドゥール賞（フランス語版）

『コンドルの血』
- 1995年 : ロカルノ国際映画祭 「質と刷新」賞[15]

『鳥の歌』